# Yutaka Soneda
Yutaka Soneda (født 29. august 1994) er en japansk fodboldspiller, som spiller for den japanske fodboldklub Ventforet Kofu.